# Microtabanus pygmaeus
Microtabanus pygmaeus is een vliegensoort uit de familie van de dazen (Tabanidae). De wetenschappelijke naam van de soort is voor het eerst geldig gepubliceerd in 1887 door Samuel Wendell Williston.